# Thursday (album)
Pour les articles homonymes, voir Thursday.
Albums de The Weeknd
House of Balloons
(2011) Echoes of Silence
(2011)
Thursday est la deuxième mixtape du chanteur canadien The Weeknd, sortie le 18 août 2011. Cette mixtape est la suite de House of Balloons et précède Echoes of Silence que le chanteur réunit sur l'album Trilogy, un an plus tard. 
Thursday a un style musical non conventionnel et diversifié, s'inspirant de la musique downtempo, dubstep, dream pop, Hip-hop, rock et reggae. Il contient des thèmes similaires explorant la consommation de drogues, le libertinage et les expériences amoureuses du chanteur ainsi que sa nouvelle célébrité. Le nom de sa mixtape fait référence à une Relation libre controversée qu'il a eue avec une ancienne amante.

## Liste des titres
Toutes les chansons sont produites par Doc McKinney et Illangelo.
| No  | Titre                      | Auteur                                                                                                  | Durée |
| --- | -------------------------- | --- | ----- |
| 1.  | Lonely Star                | - Abel Tesfaye - Carlo Montagnese                                                                       | 5:49  |
| 2.  | Life of the Party          | - Tesfaye - McKinney - Montagnese - Anthony Grier - Björn Berglund - Pontus Berghe - Vini Reilly        | 4:57  |
| 3.  | Thursday                   | - Tesfaye - McKinney - Montagnese                                                                       | 5:19  |
| 4.  | The Zone (featuring Drake) | - Aubrey Graham - Tesfaye - McKinney - Montagnese                                                       | 6:58  |
| 5.  | The Birds, Pt. 1           | - Tesfaye - McKinney - Montagnese                                                                       | 3:34  |
| 6.  | The Birds, Pt. 2           | - Tesfaye - McKinney - Montagnese - Martina Topley-Bird - Alex McGowen - Nicholas Bird - Steve Crittall | 5:50  |
| 7.  | Gone                       | - Tesfaye - McKinney - Montagnese                                                                       | 8:07  |
| 8.  | Rolling Stone              | - Tesfaye - McKinney - Montagnese                                                                       | 3:50  |
| 9.  | Heaven or Las Vegas        | - Tesfaye - McKinney - Montagnese                                                                       | 5:53  |
| 10. | Valerie (titre bonus)      | - Tesfaye - McKinney - Montagnese                                                                       | 4:46  |

Crédits
- Life of the Party contient des éléments de Drugs in My Body, chantée par le groupe Thieves Like Us.
- The Birds Part 2 contient des éléments de Sandpaper Kisses, chantée par Martina Topley-Bird.